# Wormaldia pachita
Wormaldia pachita är en nattsländeart som beskrevs av Donald G. Denning 1956. Wormaldia pachita ingår i släktet Wormaldia och familjen stengömmenattsländor. Inga underarter finns listade i Catalogue of Life.